# Kordula (Rešice)
Kordula je osada a jedno z katastrálních území Rešic. Leží na severozápad od své mateřské obce, s níž je spojena silnicí č. II/396. Nadmořská výška činí 310–325 m n. m., výměra katastrálního území 1,1 km². Osadou protéká potok Olešná.
Osada Kordula byla založena v letech 1710–1730 poblíž Kordulova mlýna, který zanikl v druhé polovině 18. století. Poblíž se těžila železná ruda. Začátkem 20. století měla osada 21 domů, roku 2008 zde bylo evidováno 19 adres (v podstatě řada čísel popisných 152–172). Nachází se zde kaple Panny Marie Karmelské.